# Candy Six
Candy Six ist ein deutsches Popmusik-Projekt, das im Jahr 2010 gegründet wurde und anfänglich aus den Playmates Mia Gray und ihrer Cousine Nicole Belke bestand.

## Geschichte
Nachdem Gray und Belke zwei Musikproduzenten kennengelernt hatten, wurden in einem Tonstudio in der Nähe von Stuttgart einige Probesongs aufgenommen. Der Bandname entstammt einer Playboy-Fotostrecke der Candyland-Partyreihe, die den Bildtitel „Candy“ trug. Das sechste Foto aus der Reihe hatte den Namen „Candy 6“. Als Manager trat Oliver Burghart auf. Als Erstveröffentlichung wurde eine Coverversion des Titels Boys ausgewählt, das den Titel Boys, Boys, Boys trug. Das dazugehörige Video zeigt die beiden in sexy Posen und knapper Kleidung beim Autowaschen in der Stuttgarter Autoservicestation Mr. Wash. Als Gaststar wurde der ehemalige Profiboxer René Weller engagiert, der in dem Video auftrat. das Video wurde von Bandito Films produziert, Regie führte Milos Savic.
Danach hatte die Band mehrere Fernsehauftritte, unter anderem in der Oliver Pocher Show auf Sat.1 sowie bei einem Auftritt bei Big Brother auf RTL II. Es folgte eine deutschlandweite Club-Tour.
Anfang 2011 gab das Duo die Trennung bekannt, da Nicole Belke aus privaten Gründen Candy Six verlassen musste. Gray beendete daraufhin die Zusammenarbeit mit ihren Produzenten. Zu einem Neustart kam es, als sie einige Monate später auf einer Veranstaltung die Sängerin Patricia Banks kennenlernte. Der erste gemeinsame Song trug den Titel Life Is Rich. Es folgten Auftritte bei der SWR Fashion & Musik, der Eröffnung des Cannstatter Wasen und im Dezember 2012 bei der NRJ Music Tour in Stuttgart. 2012 erschien ihre Single Close Your Eyes. 2013 stieg Patricia Banks jedoch aus privaten und zeitlichen Gründen wieder aus.
Mia Gray führt das Projekt alleine mit wechselnden Gastmusikern weiter. 2014 erschien die bisher letzte Single Paradise, die sie zusammen mit Oliver Kobs aufnahm.

## Diskografie
Singles
- 2010: Boys
- 2012: Life Is Rich
- 2012: Close Your Eyes
- 2014: Paradise